# An Eastern Flower
An Eastern Flower est un film muet américain réalisé par Allan Dwan et sorti en 1913.

## Fiche technique
- Réalisation : Allan Dwan
- Production : Samuel S. Hutchinson
- Date de sortie : 
  - États-Unis : 22 mars 1913

## Distribution
- J. Warren Kerrigan : Harmonica Jack
- Pauline Bush : la fille de l'est
- Jack Richardson
- Phyllis Gordon : Phyllis